# Нейман, Лев Владимирович
Лев Владимирович Нейман (1902—1977) — советский учёный-медик, оториноларинголог, доктор медицинских наук (1961), профессор (1963).
Автор более 150 работ по проблемам исследований слуховой функции у глухих и слабослышащих и её использования в педагогическом процессе специальных школ, включая монографии, пособия и учебники; некоторые его труды были переведены на иностранные языки.

## Биография
Родился 6 января (19 января по новому стилю) 1902 года в Оренбурге в семье железнодорожника и был седьмым, самым младшим ребёнком в семье.
Сначала учился в Епифанском высшем начальном училище (Тульская губерния), которое окончил в 1916 году. Затем в 1919 году окончил Оренбургскую I мужскую гимназию. По окончании гимназии некоторое время работал в Оренбурге и учителем в опытно-показательной школе села Воздвиженское. В 1920 году Лев поступил на медицинский факультет 2-го МГУ, который окончил в 1925 году. После этого был призван на военную службу, где исполнял обязанности сначала младшего, а затем старшего военврача.
После демобилизации в течение трех лет специализировался по оториноларинологии в ушной клинике 1-го Московского медицинского института под руководством профессора А. Ф. Иванова. С 1929 по 1936 год работал в поликлиническом отделении больницы министерства путей сообщения: врачом-ординатором, заведующим ушным отделением, заместителем директора по лечебной части. С 1937 года до начала Великой Отечественной войны снова работал в клинике 1-го Московского медицинского института. В 1939 году защитил кандидатскую диссертацию на тему «Значение морфологических особенностей основной пазухи в патологии и хирургии».
С июля 1941 года находился в действующей армии, был участником Великой Отечественной войны. Сначала являлся заместителем начальника эвакогоспиталя № 13, с февраля 1942 года до демобилизации в 1947 году был начальником отоларингологического госпиталя № 4633, майор медицинской службы. Вернувшись в Москву, снова работал в клинике 1-го Московского медицинского института, а в 1949 году был приглашён в Научно-исследовательский институт дефектологии Академии педагогических наук РСФСР на должность старшего научного сотрудника лаборатории фонетики и акустики. С этого времени основная научная деятельность Л. В. Неймана была связана с дефектологией.
После защиты в 1962 году докторской диссертации на тему «Слуховая функция у тугоухих и глухонемых детей, её исследование, использование и развитие», перешёл работать в Московский государственный заочный педагогический институт (МГЗПИ, ныне Московский государственный гуманитарный университет имени М. А. Шолохова), где возглавил кафедру дефектологии.
Наряду с врачебно-педагогической деятельностью, занимался и общественной работой — являлся заместителем председателя Московского отделения общества отоларингологов, членом ученого совета Научно-исследовательского института дефектологии АПН СССР, членом комиссии ВЦСПС по работе среди глухих рабочих и служащих.
Был награждён орденом Отечественной войны II степени и многими медалями. Удостоен Почетной грамоты Министерства просвещения, значком «Отличник здравоохранения» и нагрудным знаком «Отличник народного просвещения РСФСР».
Умер 4 марта 1977 года в Москве.